# アルフレッド・マーシャル
アルフレッド・マーシャル（英語: Alfred Marshall、1842年7月26日 - 1924年7月13日）は、イギリスの経済学者。新古典派経済学を代表する研究者。ケンブリッジ大学教授を務め、ケインズやピグーを育て、ケンブリッジ学派 (新古典派)を形成し、同大学の経済学科の独立にも尽力した。
主著『経済学原理』（"Principles of Economics", 1890年）では需要と供給の理論、すなわち限界効用と生産費用の首尾一貫した理論を束ね合わせた。この本は長い間、イギリスで最も良く使われる経済学の教科書となった。マーシャルの『経済学原理』は、スミスの『国富論』、リカードの『経済学および課税の原理』、マルクスの『資本論』、ケインズの『雇用・利子および貨幣の一般理論』とともに経済学の五大古典とされる。

## 経歴
マーシャルは、1842年ロンドンのベルモンジー (Bermondsey) で生まれた。ロンドン郊外のクラパン (Clapham) で成長し Merchant Taylor's School で教育を受け、そこで数学に対する素質を現した。父は息子に聖職者となることを望んでいたものの、マーシャル自身は数学研究を志し、ケンブリッジ大学への合格で彼に学問の道を取らせた。
ジョン・スチュアート・ミルの著作を読むことによって、社会正義を主張したミルに共鳴し、人間の内面的な幸福・豊かな生活を得るためどうすればよいかということを考えるようになった。また、ロンドンの貧民街を自分の目で見たことにより、人々を貧困から救済したいという使命感から、経済学の研究へ転向した。
1868年に道徳科学担当の講師に任命され、更にケンブリッジに創設された w:Newnham College, Cambridge（女性向けカレッジ）において経済学の講師となった。その傍ら、経済学の数学的厳密さについての研究を進め経済学をより科学的なものにする様努める。
1877年にカレッジでの教え子だったメアリ・ペイリ―と結婚するが、フェローの独身規定によって退職を余儀なくされ、ブリストルに新設された University College で校長となって、そこで再び経済学の講義を行った。
1870年代にマーシャルは国際貿易と保護主義の問題点に関して何冊かリーフレットを著したが、1879年にこれらの著作の多くをまとめて『外国貿易の純粋理論: 国内価値の純粋理論』を公刊。
同じく1879年、妻と共に『産業経済学』("The Economics of Industry" ) を公刊、洗練された理論的基礎に立脚していたこの本はそれまで支配的であったジョン・スチュアート・ミルの『経済学原理』に代わる地位を得、毎年のごとく増刷された。
マーシャルはこの著作によって大きな名声を得、1882年にウィリアム・スタンレー・ジェヴォンズが死去すると、彼の時代において英国を代表する経済学者となった。
マーシャルはヘンリー・フォーセットが死去すると、1884年12月にケンブリッジ大学の政治経済学教授に選出され翌年の1885年1月にケンブリッジへ戻り、2月には教授就任講演を行った。 ケンブリッジでは、経済学のための新しい学科の創設に努力し、1903年にようやく実現した。この時まで、経済学は歴史と道徳科学の学士課程の下で教えられており、経済学に精力的で専門化された学生達がマーシャルが望むようには育ちにくかった。
マーシャルは1881年、彼の畢生の著作、『経済学原理』の著作に取り掛かり、それからの10年の多くをこの著作の完成のために費やした。その著作についての計画は徐々に拡張され、経済学の全体系を含む別の二巻本として公刊されることになる。
第一巻は1890年に出版され、世界的な喝采を受けて、彼の時代における主要な経済学者の一人としての地位を確立した。
第二巻では外国貿易、貨幣、貿易変動、課税、および集産主義が取り上げられる予定で、第一巻を刊行してから20年以上、彼は『経済学原理』の第二巻の完成に精力を傾けた。だが、細部に対しても妥協なく注意を払う完全主義的性格が災いし、未完に終わった。 
彼の健康問題は1880年代から徐々に悪化し、1908年には彼は教授職を自発的に退き、後任教授にピグーが選出されるように奔走した。彼は『経済学原理』の著作を続けることを望んだが、彼の健康は悪化し続け、計画は個々の更なる研究によって増大し続けた。
1914年の第一次世界大戦の勃発は彼に国際経済の診断を改訂するよう促し、1919年に彼は『産業貿易論』を77歳にして出版した。この著作はより理論的な『経済学原理』に比べてより実証的なものであり、そのため理論経済学者達から同様の喝采を引き付けることはできなかった。
死去する前年の1923年には『貨幣・信用及び商業』("Money, Credit, and Commerce" ) を出版した。これは、過去半世紀に亘って出版したものと、出版しなかった経済学的着想を含んだものである。
マーシャルはケンブリッジの自宅である Balliol Croft で、1924年7月13日に81歳で死去した。

## 業績
マーシャルの経済学では、ミクロの価格理論などの分析手法を用いて、労働者の低賃金を高くする、或いは過酷な労働を和らげることを目標とした。
マーシャルの経済学はジョン・スチュアート・ミル、アダム・スミス、およびデヴィッド・リカードの著作の拡張だった。彼はヴィルフレド・パレートやジュール・デュプイのような、他の経済学者の彼の著作への寄与を軽視し、彼自身に対するウィリアム・スタンレー・ジェヴォンズの影響を渋々認めただけだった。
経済思想の歴史におけるマーシャルの影響は否定し難い。彼は、供給と需要の関数に対する価格決定について厳格に取り組んだ最初の経済学者であり、近代経済学者は価格のシフトと需給曲線のシフトの間の関係の解明をマーシャルに負っている。マーシャルは「限界革命」の重要な参与者であり、「消費者が各々の限界効用に対して同じ価格となるように試みる」という着想は、彼のもう一つの貢献である。

### 生産者余剰と消費者余剰
需要の価格弾力性は、これらの着想の拡張として、マーシャルによって初めて明瞭に概念化されたものである。生産者余剰と消費者余剰に分配された経済福利は、マーシャルによる貢献であり、実際、2つは時折「マーシャルの余剰」と評される。彼はこの余剰の着想を、課税と価格シフトが市場福利に与える影響の厳格な分析に用いた。
ただし晩年のマーシャルは、効用の加測性を前提としたこの概念の現実適用性には消極的な態度をとった。彼はまた、準地代を識別した。

### マーシャルのkと所得流通速度
貨幣数量説におけるフィッシャーの交換方程式：
{\displaystyle MV=PT}
を V について解くと、
{\displaystyle V={\frac {PT}{M}}}

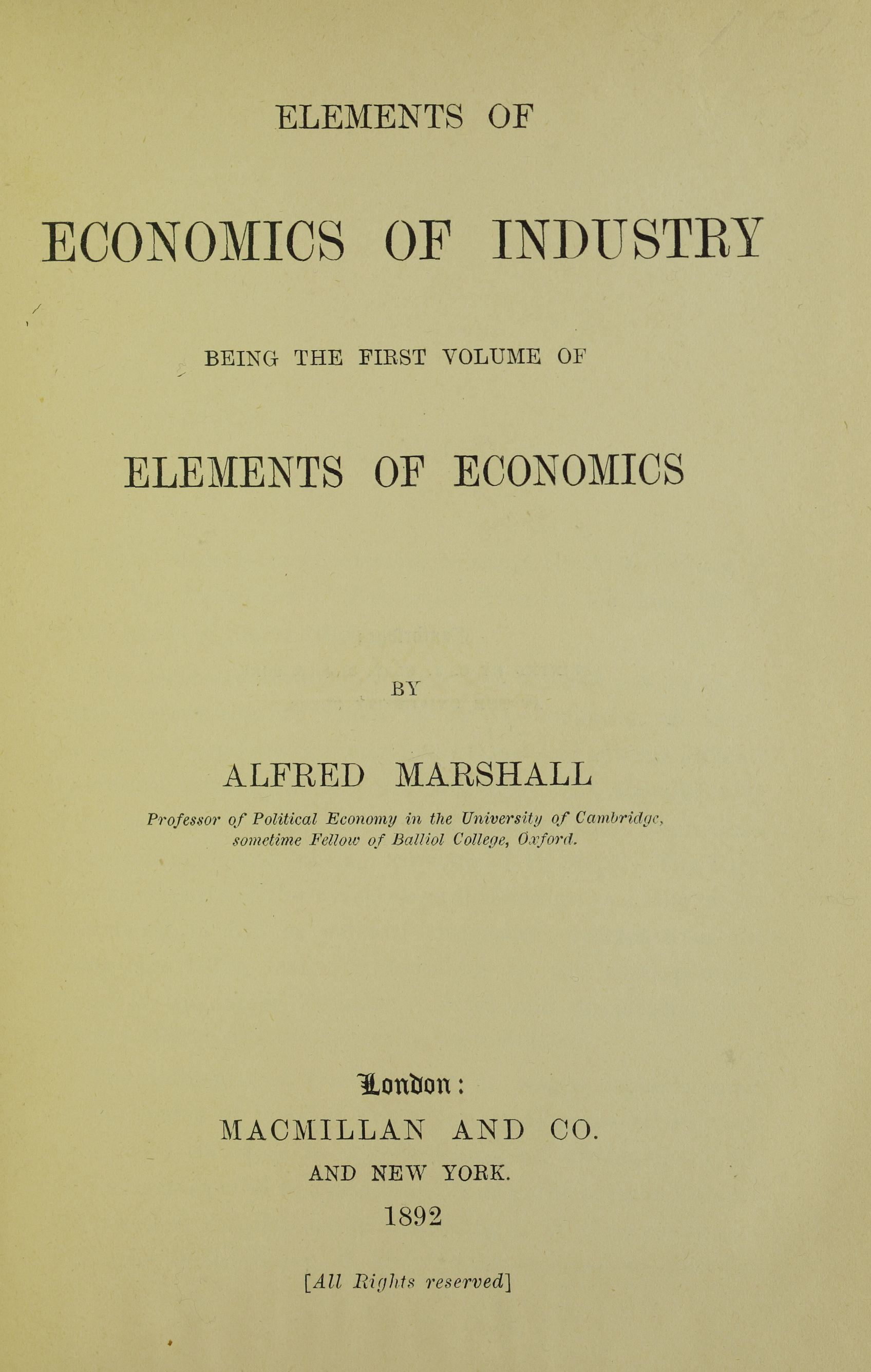
Elements of economics of industry, 1892

より V とは、財の取引額 PT とマネーサプライ M の比として捉えることができる。ここで P は価格水準、T は取引量である。
この V は貨幣の取引流通速度 (Velocity of circulation of money) と呼ばれる。
一般的には GDP と関連させ、財の取引量 T を実質GDP Y に置き換え以下のように表すことが多い。
{\displaystyle MV=PY\,.}
同様に流通速度 V について解くと、
{\displaystyle V={\frac {PY}{M}}}
V は名目GDP PY とマネーサプライ M の比として表せる。この V は貨幣の所得流通速度(Income velocity of money) と呼ばれる。
ここで流通速度の逆数 1/V を k とすると、交換方程式より、名目GDPおよびマネーサプライとの関係は次のようになる。
{\displaystyle k={\frac {M}{PY}}}
この k はマーシャルの k と呼ばれる。名目 GDP に対するマネーの割合であり、この値が 1 であればマネーサプライと名目 GDP が等しくなる。
また GDP に含まれない取引があるため、所得流通速度は取引流通速度より小さい。
ただし、GDPに含まれない取引を除外する場合、T = aY (T：財の取引量 a：定数, Y：実質GDP) と表すとき、定数 a は 1 と仮定する (T = Y )。
マーシャルの k の推移から、現在の経済でマネーが過剰なのか不足しているのかを調べる際の指標となる。
尚、マーシャルにおける元々の式
{\displaystyle M\!d=kpY+kA}
は（Md : 貨幣需要、A : 資産総額）、のちのケインズにおける貨幣需要関数（貨幣需要 = 取引需要 + 投機的(資産)需要）の原形といわれる。

### 経済騎士道と集産主義批判
マーシャルは1907年の論文「経済騎士道の社会的可能性」で、戦争における騎士道が、無私の忠誠心を含むように、ビジネスにおける騎士道も公共的精神を含み、それは高貴で困難な事柄を、それがゆえに行うという喜びをも含んでいるとし、「産業において、最高に建設的な仕事に対する主な動機は、困難を克服し、誰もが認める指導者の地位を獲得しようとする騎士道的な願望である。」と経済騎士道を提唱した。
その一方で、生産手段の所有と管理を国家に移転させようとする集産主義（コレクティビスト、社会主義、共産主義を含む）については、「集産主義者の支配が著しく拡大され、自由企業に残された領域があまりにも制限されるならば、官僚的手法の圧力によって、物質的富の源泉だけでなく、人間性のより高い資質の多くもまた損なわれるに違いないと確信している。」と集産主義の危険を説いた。
また、現在の社会状態を激しく非難することに喜びを感じる人々の努力は、一時的な熱狂を引き起こすかもしれないが、しかし、それらは公共の利益のための地道な仕事から活力をそらすことになるので有害であるとし、「現在の経済状態に固有の弊害を誇張することは、長い目で見れば進歩を遅らせることになる。」と批判する。
マーシャルは、「現代は、しばしば言われているほどには浪費的でも過酷でもない。国民の総所得の半分よりもずっと多く、おそらくは四分の三程度は、生活の方法に関して現在の限られた理解の範囲内で可能な限り効率的に、幸福と生活の向上に役立つように用いられている。」と述べて、現代において増大しつつある富の用途の大部分は、下劣でも身勝手でもなく、人々が利潤、俸給、賃金を得るための労働での分配状況の変化をみると、物質的な快楽や贅沢品を供給する人々が著しく増えているわけでもないし、一方で人々の病気を治療したり、知的芸術的能力を発展させる職業で働く人々は著しく増えていると指摘する。また、公的資金は、選挙で自分の意思を押し通す人々の利益を増やすために支出されているわけではなく、主に女性や子供の利益のために費やされているし、現代では、貧困者が富裕者よりも税金を多く支払わされたりすることや、貧困者の病気や苦しみを減らすよりも富裕者の閑職を与えるような古いしきたりも廃止された。たとえば、チャールス・ブースは、イギリスの人口の3分の1が飢餓の瀬戸側にあると主張するが、現代の労働者の賃金は、かつての賃金の4倍に上昇していると批判する。ユートピアの計画者（集産主義者、社会主義者）たちは、富が平等に分配されれば、すべての人が現在の労働者の手が届かないような安楽、洗練、贅沢品が手に入るようになると考えるが、しかし、多くの裕福な熟練労働者の所得は、イギリスの国民所得17億ポンドを4300万人の全人口で平等に分配するよりも多くの所得をすでに得ており、もし所得の平等な分配が実施されれば、彼らの所得は減るのである。
トマス・モアやウィリアム・モリスのユートピアは実行可能なものとして主張されているわけではないが、近年(20世紀初頭）ではそれが実行可能であると主張しながら、経済の現実についての十分な研究に基づかないまま計画がなされ、われわれは多くの被害を受けているとマーシャルはいう。
アダム・スミスは福祉事業に関わったが、公共の福祉事業に政府を参加させるよう勧める人々の本当の動機が、自分の利益の増大か、縁故者に報酬のよい地位を与えることであったことを経験した。マーシャルは、普通教育があり、統治者を統治し、権力の乱用を阻止することができる現代では、公共事業を安全に企画できるが、政府を牛耳っている者たちの利己的で腐敗した目的に悪用される危険もあるという。
マーシャルによれば、19世紀から20世紀初頭にかけての社会主義、共産主義、集産主義の実験では、機械を使用することを軽蔑し、住居や家具についてさえも私有財産を認めず、趣味や生活上の事柄についても個性を発揮する余地を認めず、全員の労働による共同生産物を平等に分配した。差別があるとすれば、力強いメンバーには厳しい仕事を割り当て、病人にはよい食事を与える程度であり、労働者を能力に応じて分類し、困難または不快な仕事をした人には労働時間の短縮などで埋め合わせをすることもなかった。こうした社会主義の実験の結果、普通の人間にとっては、騎士道よりも嫉妬心の方がはるかに強力であるということが決定的に証明された。マーシャルは、「これらのユートピアの失敗の直接的な原因が、その技術的な欠陥にあったということは稀である。失敗の原因はむしろ、一部のメンバーが、他の者は困難で不快な仕事を割り当て分より少ししかやっていないとか、生活上の安楽や娯楽をこっそりと割り当て分以上に享受している者がいる、と思い込んだりするところにある。しかし、こうした不満を抱いている人々も、近隣の企業に移ってそこで相応の待遇を見つけるのは容易ではなかった。なぜなら、そうすれば、彼らをこの運動に惹きつけ、また彼らのうちある者がそのために犠牲を払ってきた希望や理想を放棄することになるからである。現代世界においては、ほとんどの人には移動の自由という形で健全な感情のはけ口が与えられているが、彼らの俯瞰にはそのはけ口がない。そのため、不満は表面化に潜伏し、鬱積していき、ついには社会全体が怨恨に満ち、破局を迎えたのである」とし、このことは、ほとんどすべての計画が経験したところであるという。
マーシャルは、「人々の心に経済騎士道の精神が浸透するのでない限り、集産主義の計画が完全に実行されれば、社会的な災厄が生まれるであろう。」という。絶えざる自由な創意が必要とされる産業に、集産主義的管理を不必要に導入することによって、創造的な企業の活動範囲を狭めてしまう前に、集産主義の持つ諸困難を研究することが必要であるとしたうえでマーシャルは、経済における騎士道は、ただちに成果を生み出すわけでもない公共事業、オクタヴィア・ヒルが行った緑地帯の設置、芸術、公園、交通、病院などへ富裕層を関与させることとなり、富が公共の用途に供せられるならば、公共目的のために重税が課せられても、資本が流出する心配もなく、こうして生まれる騎士道に基づく国民的社会主義では、民間企業のもとで繁栄するだろうと主張する。

### 待忍説 (waiting theory)
マーシャルは、資本サービスの価格としての利子率も需要と供給によって決定されるとし、資本の限界生産力によって需要が、貯蓄にともなう待忍（waiting、待つこと）によって供給が左右されるとした。ある財の現在用途と将来用途との間への配分を計画する消費者は，それぞれの用途からの限界効用が等しくなるよう配分を行うが、通常、現在の消費を将来の同量の消費よりも選好する。マーシャルの利子論では、現在の消費を差し控え、将来に引き延ばすという時間要素が重視され、これを待忍説 (waiting theory)という。

## 評価
1890年から彼が死去する1924年まで、彼は経済学の専門職の尊敬される父であり、彼の死後も半世紀に亘り、ほとんどの経済学者にとって尊敬すべき祖父であった。彼はその生涯を通じて、彼以前の経済学の指導者達がためらわなかったような論争を、ある意味で避けた。彼の公平さが経済学者仲間からの大きな尊敬と公平な崇敬を作り上げ、Balliol Croftと名付けられた彼の自宅は来賓で絶えることがなかった。
ケンブリッジでの彼の学生達は、ジョン・メイナード・ケインズやアーサー・セシル・ピグーを含む、経済学史上の大物となった。彼の最も重要な遺産は、20世紀の残りの期間に亘って経済学の分野の気風を作る、尊敬され、学術的で、科学的根拠に基いた経済学者達のための専門職を創設したことである。マーシャルに可愛がられたケインズは、後に彼のことをこう評した。
中野剛志は、マーシャルの理論はヘーゲルやドイツ歴史学派の多大な影響を受け、むしろ経済ナショナリズムであり、新古典派と激しく対立していたドイツ歴史学派に近かったと指摘する。ドイツ語が堪能で、若い頃ドイツに留学して、ドイツ哲学やドイツ歴史学派の影響を受けたマーシャルは、リカードやマルサスのような古典派経済学者の時代とは異なり、近代産業社会は、静学的・機械的な均衡状態にはならないのが通例であると指摘した。また新古典派経済学とは異なり、人間を、利己的で孤立した合理的な個人と仮定して理論を構築することを拒絶した。さらに新古典派経済学の理論的前提である方法論的個人主義を放棄し、その対局にある方法論的全体主義を採用した。

## 語録
- 「経済学者は、cool head, but warm heart　冷静な頭脳と温かい心　を持たねばならない」（1885年ケンブリッジ大学経済学教授の就任講演）[14]
- マーシャルは、理論が現実から乖離すれば「単なる暇つぶし」に過ぎないとしており、現実の課題と理論上の問題を混同しないように警告していた[15]。
- 「もし人々が富を誇りとしないならば、人間は自らを尊敬することはできない。世界の真の栄光に役立とうとして、富を得るために大いに努力することは、確かに有意義である。」と語った[6]。マーシャルは、19世紀末から20世紀初頭にかけては、富を軽蔑するような振る舞いが増えているが、それはその方が容易だからであるとも語った[6]。
- 「現在の経済状態に固有の弊害を誇張することは、長い目で見れば進歩を遅らせることになる。」[8]
- 「経済学者は一般に、民間の努力の範囲内ではカバーできない社会改良のための国家活動が活発になることを望んでいる。しかし、集産主義者が望むような国家活動の著しい拡大には反対である。」[7]。民衆の社会的改善を促進するために熱心に努力する者は、社会主義者であるといわれるが、その意味では自分も、ほとんどすべての経済学者も、社会主義者であるとマーシャルはいう[7]。

## 著作
- 1879年 - The Economics of Industry (メアリ・ペイリーとの共著)
  - 『勤業理財學』高橋是清訳、文部省編輯局、1886年。
  - 『産業経済学』橋本昭一訳、関西大学出版部、1985年 。
- 1879年 - The Pure Theory of Foreign Trade: The Pure Theory of Domestic Values
- 1890年 - Principles of Economics
  - アルフレッド・マーシアル 『經濟學原理』 - 国立国会図書館デジタルコレクション 大塚金之助訳、福田徳三補訂、佐藤出版部、1919年(大正8)
  - アルフレッド・マーシァル『経済学原理  分冊1』 - 国立国会図書館デジタルコレクション 大塚金之助訳、改造社、大正14-15
  - アルフレッド・マーシァル『経済学原理  分冊2』 - 国立国会図書館デジタルコレクション 大塚金之助訳、改造社、大正14-15
  - アルフレッド・マーシァル『経済学原理  分冊3』 - 国立国会図書館デジタルコレクション 大塚金之助訳、改造社、大正14-15
  - アルフレッド・マーシァル『経済学原理  分冊4』 - 国立国会図書館デジタルコレクション 大塚金之助訳、改造社、大正14-15
  - 『経済学原理』馬場啓之助訳、東洋経済新報社、1965-1967年。
  - 『経済学原理 : 序説』永沢越郎訳、岩波ブックセンター信山社、1985年。
- 1919年 - Industry and Trade
  - 『産業貿易論』佐原貴臣訳、東京寶文館、1923年。
  - 『産業と商業 : 産業技術と企業組織、およびそれらが諸階級、諸国民に与える影響の研究』永沢越郎訳、岩波ブックセンター信山社、1986年。
- 1923年 - Money, Credit and Commerce.
  - 『貨幣信用と商業』油谷十二訳、中外文化協會、1925年。
  - 『貨幣信用及商業』松本金次郎訳、自彊館書店、1927年。
  - 『貨幣信用貿易』永沢越郎訳、岩波ブックサービスセンター、1988年。
- 1925年 - Memorials of Alfred Marshall（ピグー編集による遺稿集）
  - 『マーシャル経済学論集』宮島綱男監訳、宝文館、1928年。
  - 『マーシャル経済学選集』杉本栄一編、日本評論社、1940年。
  - 『マーシャル経済論文集』永沢越郎訳、岩波ブックサービスセンター、1991年。
  - 『マーシャルクールヘッド&ウォームハート』伊藤宣広訳、ミネルヴァ書房、2014年。